# Platycopia perplexa
Platycopia perplexa är en kräftdjursart som beskrevs av Georg Ossian Sars 1911. Platycopia perplexa ingår i släktet Platycopia och familjen Platycopiidae. Arten är reproducerande i Sverige. Inga underarter finns listade i Catalogue of Life.

## Bildgalleri

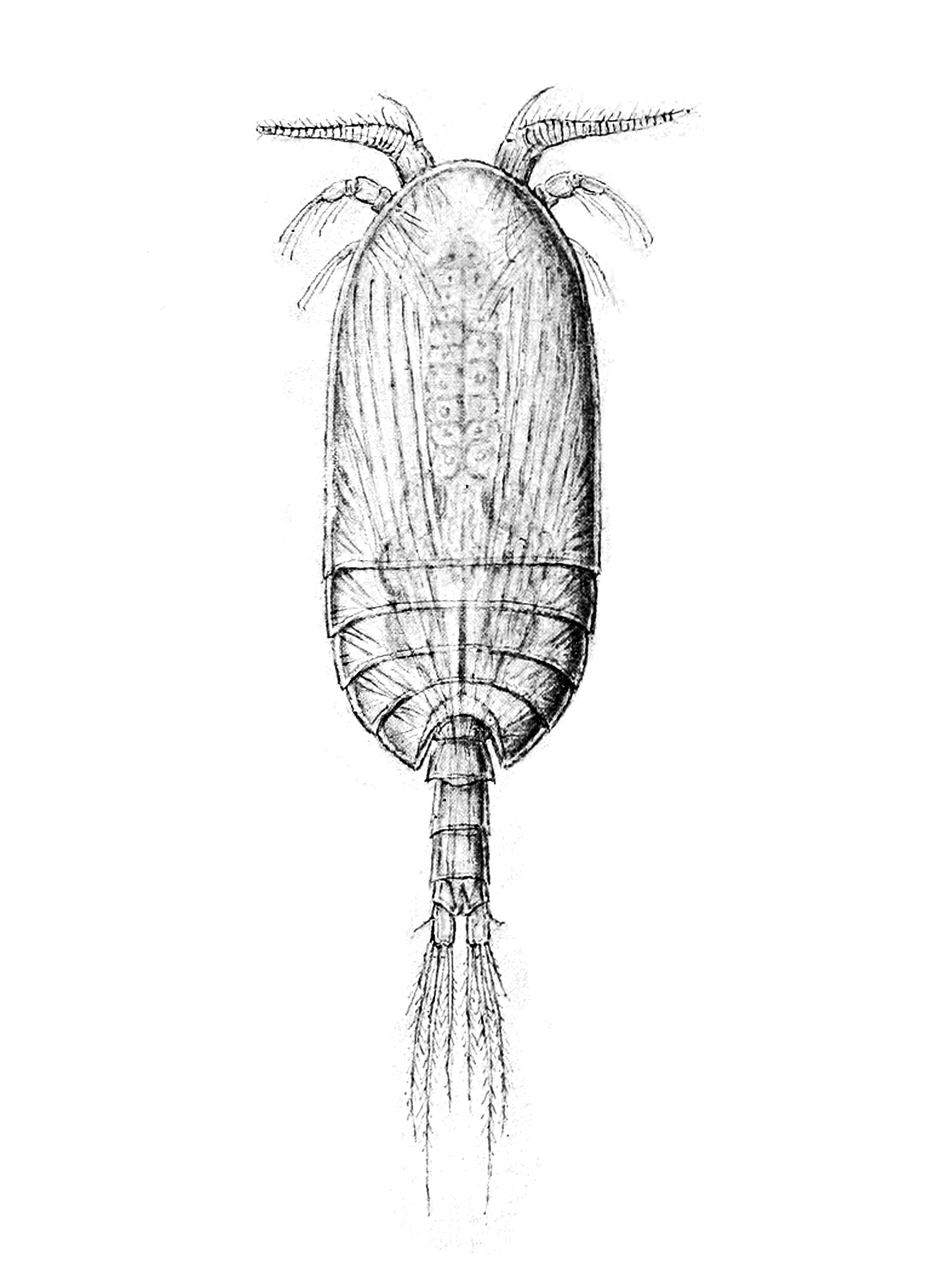